# Herroepingsrecht (België)
Het herroepingsrecht is een verzameling regels uit het Belgisch consumentenrecht. Het herroepingsrecht laat een consument toe om binnen een beperkte tijd en onder bepaalde voorwaarden een gekocht goed terug te sturen (of af te zien van een dienst), waarbij de consument het betaalde bedrag terug krijgt. De termijn waarbinnen de herroeping moet gebeuren, is 14 dagen. Herroeping kan zowel bij overeenkomsten op afstand, als bij overeenkomsten gesloten buiten de verkoopsruimten.
De regelgeving is tot stand gekomen op grond van Europese richtlijnen. De regeling voor het Belgisch herroepingsrecht is te vinden in de artikelen VI.47 tot VI.53 van het Wetboek van Economisch Recht (WER) voor de overeenkomsten op afstand, en de artikelen VI.67 tot VI.73 WER voor de overeenkomsten gesloten buiten verkoopsruimten. Verder wordt enkel het herroepingsrecht bij overeenkomsten op afstand besproken. Het herroepingsrecht voor overeenkomsten gesloten buiten verkoopsruimten volgt een gelijkaardige regeling.

## Voorwaarden
Hoewel het herroepingsrecht onder het consumentenrecht valt, is het alleen van toepassing bij overeenkomsten op afstand. Als de consument een goed koopt in een fysieke winkel, geldt het herroepingsrecht niet.
De consument mag het goed enkel in beperkte mate testen. Hij mag het gebruiken om de aard, kenmerken en werking van de goederen vast te stellen, zoals kleren passen. Verder mag hij echter niet gaan. Zo kan herroeping geweigerd worden als men bijvoorbeeld kleren een hele week draagt en dan de aankoop ervan wil herroepen.
De consument moet zijn herroepingsrecht uitoefenen binnen 14 kalenderdagen. De termijn gaat bij verkoopovereenkomsten in op de dag waarop de consument de goederen in bezit neemt.

## Uitoefening van het recht
De onderneming is verplicht om de consument op de hoogte te stellen van zijn herroepingsrecht. Doet zij dit niet, dan neemt de termijn waarbinnen de consument zijn herroepingsrecht kan uitoefenen toe tot 12 maanden na het einde van de oorspronkelijke termijn.
De consument kan zijn herroepingsrecht uitoefenen via een Europees modelformulier, of op enig andere manier, zolang die ondubbelzinnig is.
De onderneming moet dan alle ontvangen betalingen van de consument terugvergoeden, inclusief de leveringskosten. De onderneming kan evenwel bepalen in haar algemene voorwaarden dat de terugzendingskosten op rekening van de koper komen.

## Uitzonderingen op het herroepingsrecht
Artikel VI.53 WER somt enkele uitzonderingen op het herroepingsrecht op. Zo beschikt de consument niet over een herroepingsrecht indien schommelingen in de prijs mogelijk zijn waardoor de consument kan speculeren via het herroepingsrecht. Ook niet opnieuw verkoopbare goederen zoals bederfbare goederen of op maat gemaakte goederen sluiten het herroepingsrecht uit.